# ناحیه ۲ بوداپست
ناحیهٔ ۲ از ۲۳ ناحیهٔ بوداپست در مجارستان ۳۶٫۳۴ کیلومتر مربع مساحت دارد و طبق آمار اول ژانویهٔ سال ۲۰۱۸، جمعیت آن ۸۹٬۷۲۹ نفر است.

## خواهرخوانده
- مسباخ، آلمان
- ناحیه ژولیبوژ در ورشو، لهستان
- فینیقه، ترکیه